# Breezy Johnson
Pour les articles homonymes, voir Johnson.
Breanna Noble « Breezy » Johnson est une skieuse alpine américaine, née le 19 janvier 1996 à Jackson. Spécialiste des épreuves de vitesse (descente et super G), elle est championne du monde de descente en 2025 et également du combiné féminin en équipe avec Mikaela Shiffrin. Elle monte sur sept podiums en Coupe du monde.

## Biographie
D'abord entraîné par son père, qui a été aussi skieur, elle entre dans la Rowmark Ski Academy à Salt Lake City, à l'âge de 13 ans et rencontre Mikaela Shiffrin  qui devient son modèle.
Elle fait partie de l'équipe américaine depuis 2011 en participant à la Coupe nord-américaine. Cet hiver, elle gagne sa première course FIS aussi. En 2014, elle prend part à ses premiers championnats du monde junior à Jasná, y terminant quinzième de la descente notamment. Dans cette épreuve, elle prend la quatrième place deux ans plus tard, à Sotchi.
Elle prend son premier départ en Coupe du monde en décembre 2015 à Lake Louise. Elle marque ses premiers en février 2016 à Garmisch-Partenkirchen avec une 28e place.
Durant la saison 2016-2017, elle obtient trois classements dans les quinze premières dont une dixième place à la descente de Cortina d'Ampezzo. Elle est sélectionnée pour les Championnats du monde 2017, à Saint-Moritz, où elle prend notamment la 15e place de la descente. Elle se fait une fracture au niveau du plateau tibial lors des Finales à Aspen, mais est incluse dans l'équipe nationale pour la saison suivante en tant que deuxième américaine la plus rapide en descente après Lindsey Vonn.
Elle termine quatrième et huitième en descente à Garmisch-Partenkirchen en Coupe du monde en février 2018. Dans la foulée, elle prend part aux Jeux olympiques de Pyeongchang, où elle notamment septième de la descente.
Elle manque la saison 2018-2019 à cause d'une blessure à l'entraînement (rupture du ligament croisé antérieur), puis est de nouveau atteinte au niveau du genou en juin 2019.
Lors de sa saison de retour en 2019-2020, Johnson signe deux cinquièmes places en descente à Bansko et Crans Montana. Elle confirme sa tendance ascendante l'hiver suivant, montant sur quatre podiums en seulement un mois, avec deux troisièmes places à Val d'Isère, et deux autres troisièmes places à Sankt Anton et Crans Montana, ce qui l'aide à atteindre le rang de quatrième de la spécialité en Coupe du monde. Aux Championnats du monde 2021, à Cortina d'Ampezzo, elle se contente d'une neuvième place en descente comme meilleur résultat.
Au début de l'hiver 2021-2022, l'Américaine  est la deuxième meilleure descendeuse du circuit mondial : à chaque fois elle termine deuxièmes aux deux descentes de Lake Louise, puis celle de Val d'Isère, devancée par la même concurrente : Sofia Goggia. Cependant, elle se blesse au genou (déchirure au niveau du cartilage) à l'entraînement au mois de janvier et doit renoncer à participer aux Jeux olympiques de Pékin.
Le 7 novembre 2022, Johnson fait son coming-out bisexuelle sur son compte Instagram personnel, afin d'offrir une visibilité bisexuelle dans le sport et dans la société de manière générale. Cette déclaration est soutenue par la U.S. Ski & Snowboard qui a publié peu de temps après un communiqué de presse affirmant être fière de compter parmi son équipe olympique des athlètes LGBTQIA+.
D'octobre 2023 à décembre 2024 elle est suspendue de toute compétition pour avoir manqué trois tests antidopage sur une période d'un an.  Trois mois après son retour à la compétition après sa suspension en février 2025, elle remporte le championnat du monde de descente à Saalbach avec le dossard 1.

## Vie privée
Peu avant qu'elle finisse le lycée, les parents de Johnson ont fait légalement changé son prénom Breanna par son surnom Breezy. Elle est ouvertement bisexuelle.

## Palmarès

### Jeux olympiques
| Édition / Épreuve   | Descente | Super G |
| ------------------- | -------- | ------- |
| JO 2018 Pyeongchang | 7e       | 14e     |

### Championnats du monde
| Épreuve / Édition               | Descente | Super G | Slalom géant | Slalom | Combiné alpin | Combiné par équipes |
| ------------------------------- | -------- | ------- | ------------ | ------ | ------------- | ------------------- |
| Mondiaux 2017 Saint-Moritz      | 15e      | 28e     | -            | -      | Abandon       | -                   |
| Mondiaux 2021 Cortina d'Ampezzo | 9e       | 15e     | -            | -      | Abandon       | -                   |
| Mondiaux 2023 Meribel           | Abandon  | 24e     | -            | -      | Abandon       | -                   |
| Mondiaux 2025 Saalbach          | Or       | 19e     | -            | -      | -             | Or                  |

### Coupe du monde
- Meilleur classement général : 17e en 2021.
- 8 podiums (en descente) : 3 deuxièmes places et 5 troisièmes places.

#### Classements par saison
| Saison / Classement | Saison / Classement | Général | Général | Descente | Descente | Super G | Super G | Combiné | Combiné |
| ------------------- | ------------------- | ------- | ------- | -------- | -------- | ------- | ------- | ------- | ------- |
| Saison / Classement | Saison / Classement | Class.  | Points  | Class.   | Points   | Class.  | Points  | Class.  | Points  |
| 2016                | 2016                | 125e    | 3       | 50e      | 3        | -       | -       | -       | -       |
| 2017                | 2017                | 53e     | 146     | 18e      | 119      | 36e     | 27      | -       | -       |
| 2018                | 2018                | 39e     | 191     | 11e      | 178      | 44e     | 13      | -       | -       |
| 2020                | 2020                | 38e     | 162     | 20e      | 136      | 41e     | 14      | 30e     | 12      |
| 2021                | 2021                | 17e     | 367     | 4e       | 330      | 30e     | 37      | -       | -       |

### Coupe d'Europe
- 5e du classement de la descente en 2016.
- 2 podiums, dont 1 victoire.

### Coupe nord-américaine
- 6e du classement général en 2016.
- Gagnante du classement de la descente en 2016.
- 4 podiums, dont 2 victoires.

### Championnats des États-Unis
- Championne de la descente en 2020-2021.